# Federal Hall
Federal Hall, engang placeret på Wall Street 26, New York, var USA's første parlamentsbygning. Bygningen blev revet ned i det 19. århundrede og erstattet af den nuværende, USA's første bygning til toldvirksomhed. Bygningen administreres nu af National Park Service som Federal Hall National Memorial, et museum til minde om den tidligere bygnings funktion som parlamentsbygning.